# Emarginula crassa
Emarginula crassa är en snäckart som beskrevs av Sowerby 1812. Emarginula crassa ingår i släktet Emarginula och familjen nyckelhålssnäckor. Arten är reproducerande i Sverige. Inga underarter finns listade i Catalogue of Life.